# Варезе (футбольный клуб)
«Варе́зе» (итал. Associazione Sportiva Varese 1910) — итальянский футбольный клуб из одноимённого города, выступающий в Серии B, втором по силе дивизионе чемпионата Италии. Основан в 1910 году. Домашние матчи проводит на стадионе «Франко Оссола», вмещающем 10 000 зрителей. В Серии А «Варезе» провел в общей сложности 7 сезонов, последним из которых стал сезон 1974/75. Лучшим достижением клуба в Серии А стало 8-е место в сезоне 1967/68.